# Fabricio Coloccini
Fabricio Coloccini (Córdoba, 22 de gener del 1982) és un futbolista argentí que ha jugat de defensa al Vila-real CF, Atlètic de Madrid, Deportivo de La Coruña i Newcastle United.

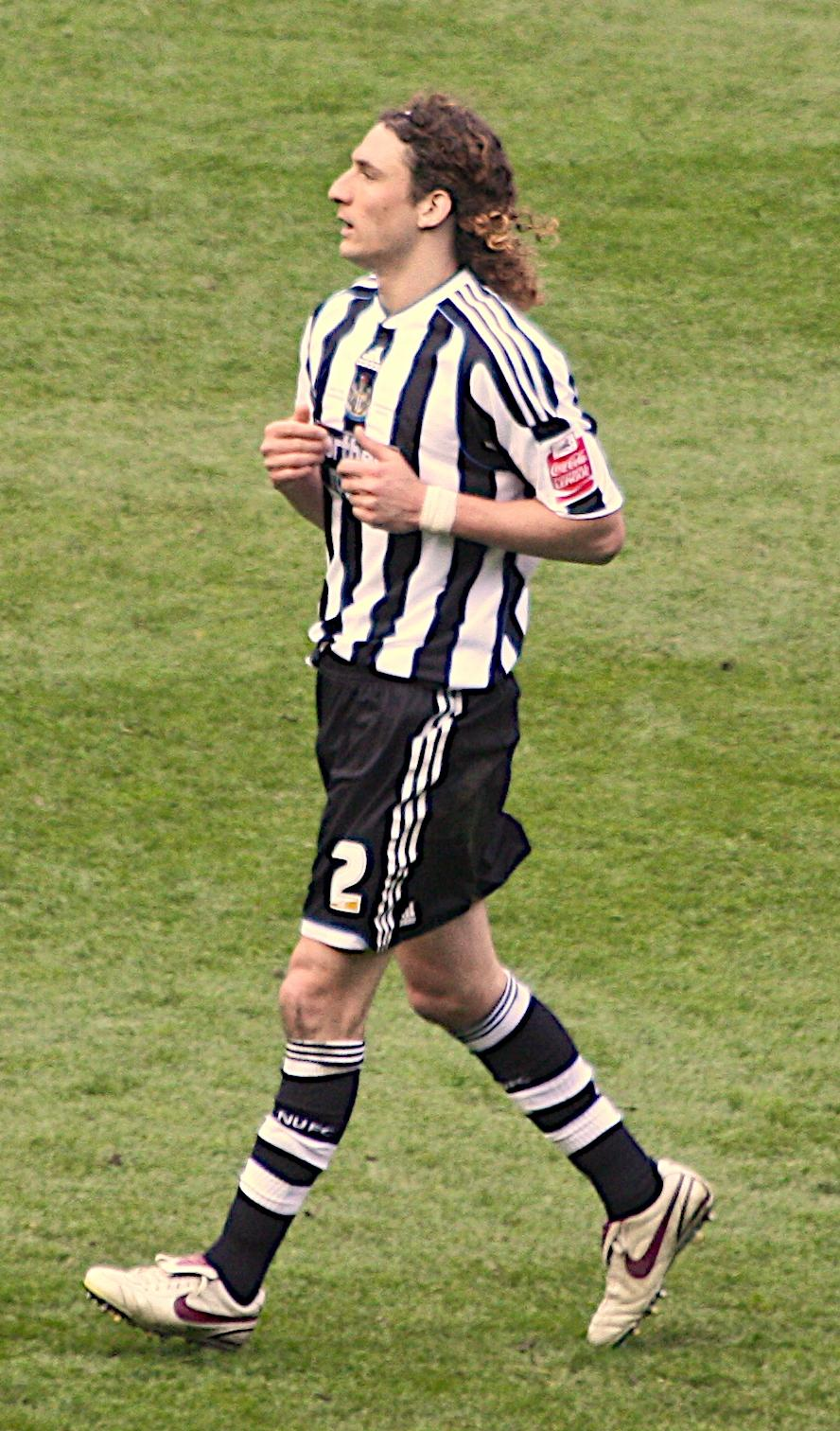
Coloccini amb el Newcastle United FC, 2010.